# 跳舞的理由
《跳舞的理由》（日语：／ dansu no riyū */?）是日本女藝人平手友梨奈在退出櫸坂46（现樱坂46）后发行的首张单曲，于2020年12月25日由Sony Records以數位音樂下載的形式发行。这首单曲也是平手友梨奈首次参与作曲的作品。

## 概况
平手友梨奈在2020年1月退出櫸坂46后，于同年3月开设个人网站，并宣布参与多部电影的拍摄。12月9日，平手友梨奈参加富士电视台的2020FNS歌谣祭第二夜，但表演内容没有写明，在官方发布的节目表中也只写有“内容于直播时公布”（内容は生放送で発表），直到当晚节目播出时才公布表演内容为《跳舞的理由》，并穿着黑色服装与舞者同台演出。
该曲由原櫸坂46的制作人秋元康作词，平手友梨奈、辻村有記与伊藤賢负责作曲，其中辻村有記和伊藤賢担任过櫸坂46最后一张单曲《谁来鸣响那钟声？》的作曲，而平手友梨奈也是首次参与作曲。
12月22日，该曲的MV在平手友梨奈的官方Youtube频道上公开，整张单曲也于12月25日在线上音乐平台數位發行。

## MV
该曲MV的導演由多次执导櫸坂46单曲MV的新宫良平担任，当中平手友梨奈作为主人公将繼續堅持跳舞的意义用她锐利的眼神和强有力的舞蹈全都予以展現。

## 銷量成績
發行首日的單曲下載量為9817次，在2020年12月25日的Oricon數位單曲排行榜上位列第一；發行首週下載量為13854次，位列該週下載量第6。

## 外部鏈接
- YouTube上的平手友梨奈“跳舞的理由”（2020年12月22日）
- DISCOGRAPHY｜平手友梨奈 オフィシャルWEBサイト （页面存档备份，存于） - 平手友梨奈オフィシャルサイト
- ダンスの理由 | 平手友梨奈 | ソニーミュージックオフィシャルサイト （页面存档备份，存于） - SonyMusic Official Site